# Joseph Hardtmuth

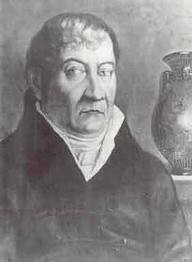
Joseph Hardtmuth

Joseph Hardtmuth (* 13. Februar 1758 in Asparn an der Zaya in Niederösterreich; † 23. Mai 1816 in Wien) war ein österreichischer Architekt, Erfinder, Industrieller und Mäzen.

## Herkunft
Joseph Hardtmuths Vater Anton stammte aus Bayern, zog um 1740 nach Niederösterreich und wurde in Asparn an der Zaya als Tischlermeister und Holzschnitzer mehrerer Altäre ansässig. Seine Mutter Theresia war die Tochter des Maurermeisters Franz Meissl aus Asparn an der Zaya. Das Ehepaar hatte acht Kinder, deren viertes Joseph Hardtmuth war.

## Leben und Wirken
Im Jahre 1771 begann Joseph Hardtmuth bei seinem Onkel Joseph Meissl dem Älteren in Poysdorf eine Maurer- und Steinmetzlehre und arbeitete auch als Zeichner. Nach dreijähriger Lehre wurde er als Geselle entlassen. Als sein Onkel Fürstlich Liechtensteinscher Baudirektor wurde, ging er mit ihm nach Wien und konnte erste Erfahrungen als Planer und Baumeister sammeln.
Im Jahre 1787 erhielt sein Onkel den Auftrag zur Erweiterung des Palais Liechtenstein (Herrengasse) in Wien, für das Joseph Hardtmuth die Fassade entwarf. Nach dem Tod seines Onkels wurde er im Jahre 1790 Fürstlich Liechtensteinscher Baumeister und 1805 Baudirektor in Wien. 1793 ehelichtete er die verwitwete Elisabeth Marchand, mit der er vier Söhne hatte. Joseph Hardtmuth zählte später zu den führenden Architekten der Romantik.

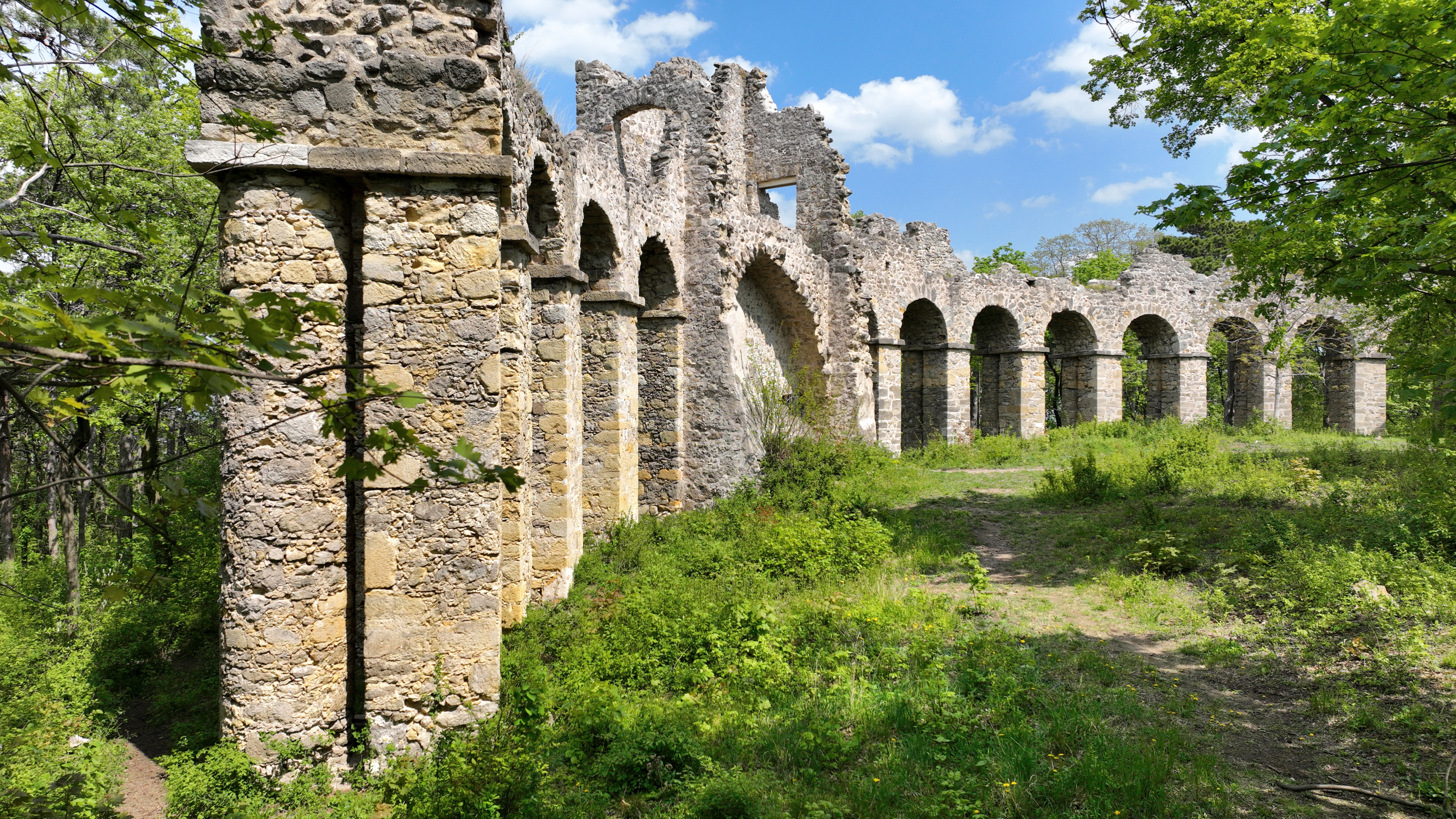
Die künstliche Ruine „Amphitheater“ in Maria Enzersdorf; errichtet nach einem Entwurf von Hardtmuth (1810/11)

Die weitläufigen Liechtensteinschen Besitzungen führten ihn als Baudirektor nach Böhmen, Mähren und wieder nach Niederösterreich. Er war mit Umbauten von Wirtschaftsgebäuden und Schlössern, der Errichtung von Schulen und Patronatskirchen und anderen Baumaßnahmen wie der Anlage und Ausgestaltung von Landschaftsgärten beauftragt. Er errichtete u. a. Obelisken, Triumphbögen, exotisch wirkende Bauwerke und künstliche Ruinen. Im Jahre 1811 kam es zu einem Bauunfall, als auf dem Kleinen Anninger während des Bauens ein Aussichtsturm einstürzte. Dieser Vorfall führte 1812 zu dem Ende der Tätigkeit als fürstlicher Baudirektor.
Berühmt wurde Hardtmuth nicht nur durch seine architektonischen Leistungen, sondern auch durch seine Erfindungen, die er während seiner Tätigkeit als Liechtensteinscher Baudirektor zu entwickeln begann. Seine Erfindungen und Patente entstanden aus dem Suchen nach der Nutzung von Materialien im Arbeitsprozess und deren effizienter Handhabung. 1790 gründete er eine Bleistiftfabrik in Wien, nachdem es ihm gelungen war, aus Ton und Graphitpulver künstliche Bleistiftminen herzustellen. Bis zu diesem Zeitpunkt mussten Bleistiftminen aus wesentlich teureren, ganzen Graphitstücken geschnitten werden, die aus England importiert wurden. Die Erfindung von Hardtmuth war für Österreich von großer Bedeutung, da es das Land von der Einfuhr englischen Graphits unabhängig machte. Im Jahre 1802 konstruierte er eine maschinelle Steinpresse zur Produktion von Steinquadern aus künstlichem Zement für den Bau der Tiergartenmauer in Valtice. Bereits im Jahre 1789 hatte er eine neue Art von Steingut für die Geschirrerzeugung erfunden, das sogenannte Wiener Steingut, und 1810 den künstlichen Bimsstein. Jahre später erfand er das sogenannte Steinmaterial, welches zu Mörsern, Trichtern usw. verarbeitet wurde, eine elastische, unzerbrechliche Schreibtafel und flüssige Tusche.

## Gründung einer Bleistift- und Steingutfabrik in Wien

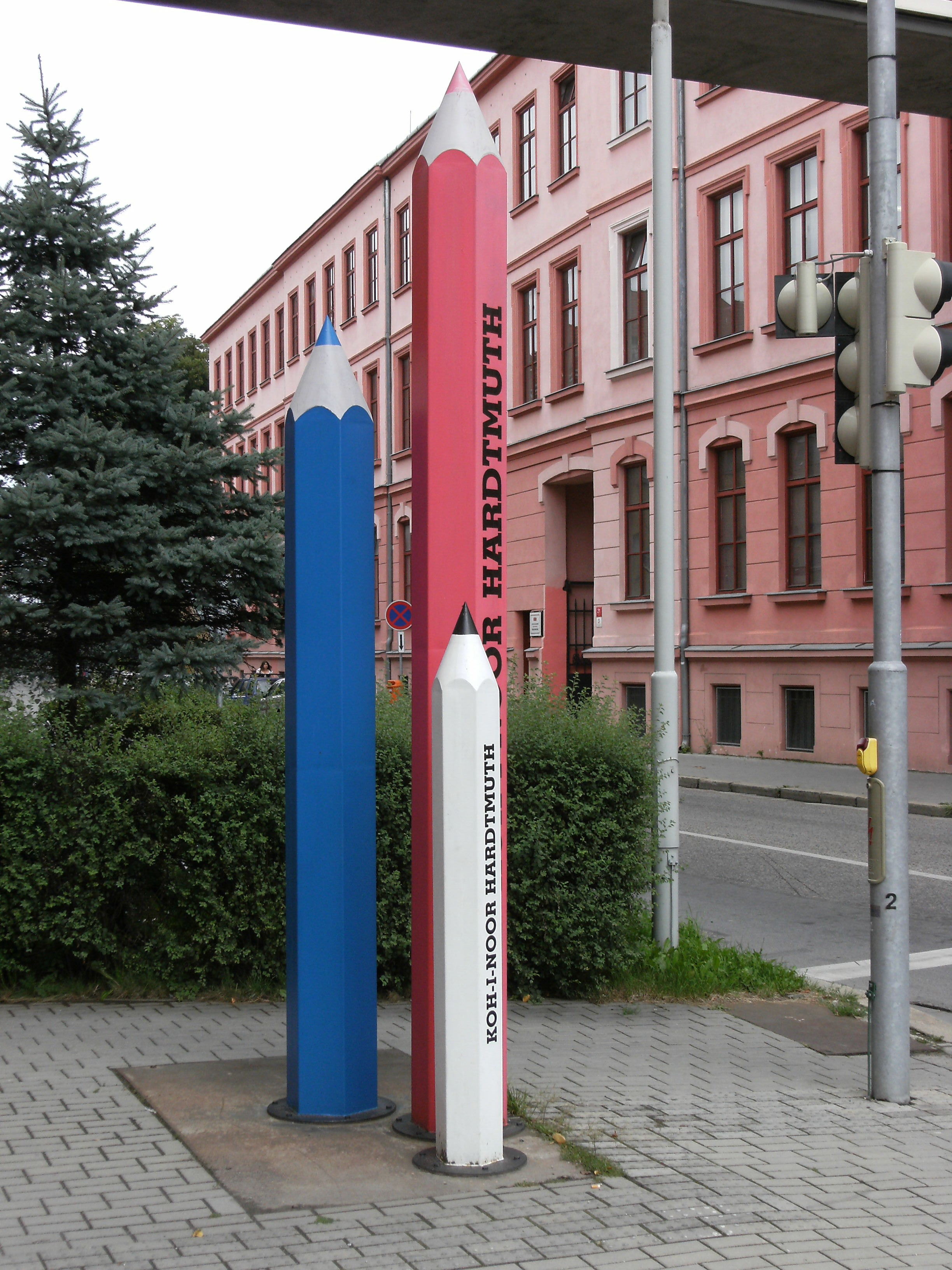
Die Fabrik in Budweis

Im Jahre 1790 gründete Joseph Hardtmuth eine Bleistift- und Steingutfabrik in Wien, nachdem es ihm gelungen war, aus Tonmineralen und Graphitpulver künstliche Bleistiftminen und damit preisgünstige Bleistifte herzustellen, die solche mit Cumberland-Graphit übertrafen. Bis zu diesem Zeitpunkt mussten Bleistiftminen aus wesentlich teureren, ganzen Graphitstücken geschnitten werden, die aus England importiert wurden. Darüber hinaus war es ihm durch unterschiedliche Mischungsverhältnisse möglich, Bleistifte in 6 verschiedenen Härtegraden anzubieten.

## Firmenverlegung nach Böhmisch-Budweis
Im Jahre 1828 übernahm sein Sohn Carl Hardtmuth (* 11. März 1804 in Wien, † 19. September 1881 in Grünau/Oberösterreich) die väterliche Firma, die im Jahre 1848 aus Rentabilitätsgründen nach Böhmisch-Budweis in Südböhmen verlegt wurde. Nach dem Tod seines Bruders Ludwig Hardtmuth (* 15. Januar 1800 in Wien, † 26. Januar 1861 in Weimar) wurde Carl Alleininhaber. Er ist der Erfinder der Koh-i-noor-Bleistifte, die in 17 Härtegraden erzeugt wurden. Die Firma L.& C. Hardtmuth erhielt den Ruf einer Weltfirma. Carl Hardtmuth war von 1861 bis 1865 Mitglied des böhmischen Landtages.
Seit 1852 war dessen Sohn Franz Edler von (seit 1873) Hardtmuth (* 29. Januar 1832 in Wien, † 25. Juli 1896 in Böhmisch-Budweis) Teilhaber im Familienbetrieb, festigte den Weltruf der Firma durch stetige Erweiterungen und Vergrößerungen, wie durch die Zusammenarbeit mit dem Wiener Schreibwarenhändler Theyer. Die Firmengruppe stellte etwa 40 Millionen Bleistifte pro Jahr her, das soll damals 15 % des Weltbedarfs entsprochen haben. Er war zugleich bedeutender Fabrikant von Kachelöfen. Für seine Mitarbeiter begründete er umfangreiche Sozialleistungen. 1873 erhielt er den Franz-Joseph-Orden und die damit verbundene Erhöhung in den Adelstand als Edler von Hardtmuth. Er war verheiratet mit Mathilde Elise Edle von Meyer (* 12. August 1842 in Bukarest, † 16. Januar 1901 in Böhmisch-Budweis) und hatte mit ihr die Kinder Maria, Mathilde, Irma und Franz.
Der Sohn Franz Edler von Hardtmuth (* 15. Juni 1870 in Böhmisch-Budweis, † 14. März 1927 ebenda) führte seit 1896 das Unternehmen mit mehr als 1300 Beschäftigten, zusammen mit seinen beiden Schwägern bzw. seiner Schwester Mathilde. Es erfolgte ein weiterer Ausbau mit eigenen Niederlassungen in Wien, Budapest, Prag, Dresden, Paris, Mailand, London und New York. Auch dessen Sohn Franz Edler von Hardtmuth (* 1907 in Böhmisch-Budweis) trat nach Absolvierung der Hochschule für Welthandel in Wien in das väterliche Unternehmen ein.
Mathilde Edle von Hardtmuth, verehelichte Gräfin Lamezan-Salins (* 11. März 1864 in Böhmisch-Budweis, † 15. Februar 1947 in Wien) war seit 1896 geschäftsführende Gesellschafterin des väterlichen Unternehmens. Sie ehelichte 1899 den Offizier Oliver Ladislaus Hugo Graf Lamezan-Salins (* 20. März 1867 in Bad Radkersburg, † 14. Februar 1919 in Böhmisch-Budweis) und war von 1927 bis 1945 und der nachfolgenden Enteignung der Firma zu Gunsten der Tschechoslowakei Leiterin der Hardtmuth-Werke in Böhmisch-Budweis und Verwaltungsratsmitglied der rumänischen Bleistiftfabrik in Hermannstadt.

## Nach dem Zweiten Weltkrieg (1939–1945)
Das Unternehmen der Großindustriellen Hardtmuth existiert nach der Vertreibung der Deutschen aus der Tschechoslowakei nach dem Ende des Zweiten Weltkriegs im Mai 1945 auch in Tschechien als Koh-i-Noor Hardtmuth bis heute. Die österreichische Koh-i-Noor Hardtmuth AG ging 1996 in Konkurs; ihre Produktion wurde teilweise von der Firma Cretacolor übernommen.

## Ergänzungen
Im Jahre 1798 ließ sich Joseph Hardtmuth das Wiener Steingut patentieren, nachdem er bereits drei Jahre vorher eine Steingutgeschirrfabrik am Alserbach in Wien gegründet hatte.
Hardtmuth machte sich zudem als Mäzen einen Namen: Im musischen Bereich förderte er Wolfgang Amadeus Mozart und Franz Schubert sowie Repräsentanten der Wiener Hausmusik.

## Lebensende und Andenken
Joseph Hardtmuth starb 1816 in Wien an Brustwassersucht und wurde auf dem alten Währinger Friedhof neben Franz Schubert und Ludwig van Beethoven bestattet. Nach der Auflassung des Währinger Friedhofes wurde sein Grabstein nach Böhmisch-Budweis auf den Loduser Friedhof gebracht.
1894 wurde die Hardtmuthgasse in Wien-Favoriten nach ihm benannt und an seinem Geburtshaus in Asparn an der Zaya erinnert eine Gedenktafel an Joseph Hardtmuth.

## Bauwerke

### Werkliste (Auswahl)
- Wien, Palais Liechtenstein, 1789–91 (Umbau mit J. Meißl, Fassade und Innengestaltung), abgebrochen 1913–1917
- Mödling, Schwarzer Turm, 1810
- Husarentempel am kleinen Anninger bei Mödling in seiner Urversion, der aber im Folgejahr zerstört wurde
- Minarett in Eisgrub (Lednice, Tschechische Republik), 1798–1802
- Hansenburg in Eisgrub (Lednice, Tschechische Republik), 1801–1802
- Dianatempel (Rendez-vous) in Feldsberg (Valtice, Tschechische Republik), Bau durchgeführt von Joseph Kornhäusel, 1810–1812
- Reistenkolonnade in Feldsberg (Valtice, Tschechische Republik), 1810–1812
- Jagdschloss Pohanska in Lundenburg (Břeclav, Tschechische Republik), 1810–1812

### Abbildungen

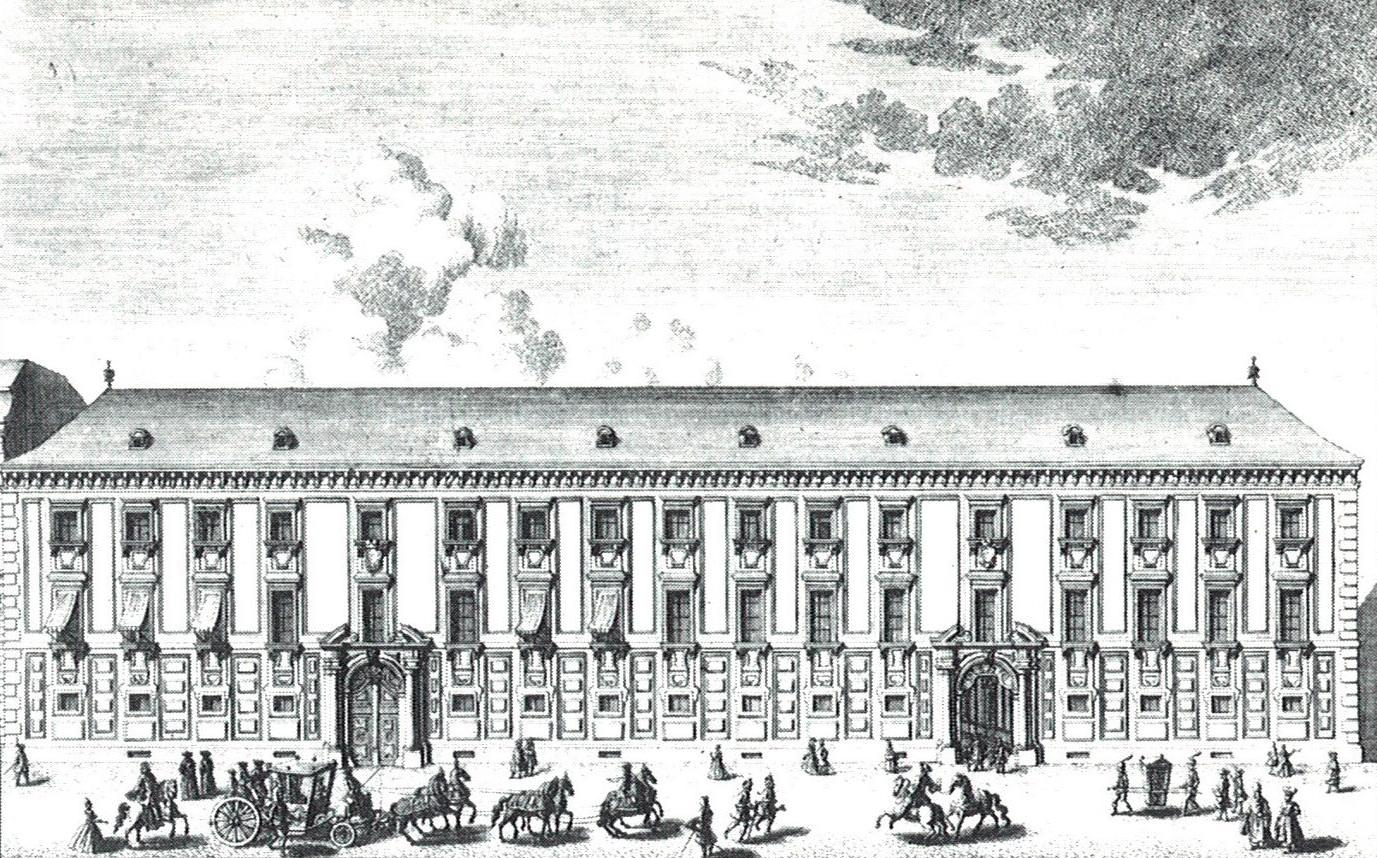
Palais Liechtenstein (Stich nach Salomon Kleiner)
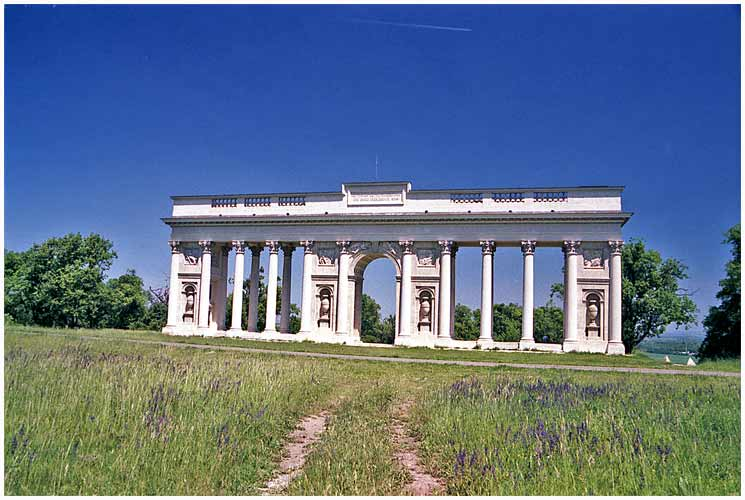
Reistenkolonnade in Feldsberg/Valtice
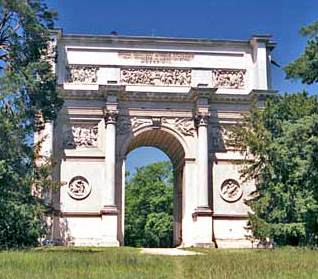
Dianatempel in Feldsberg/Valtice
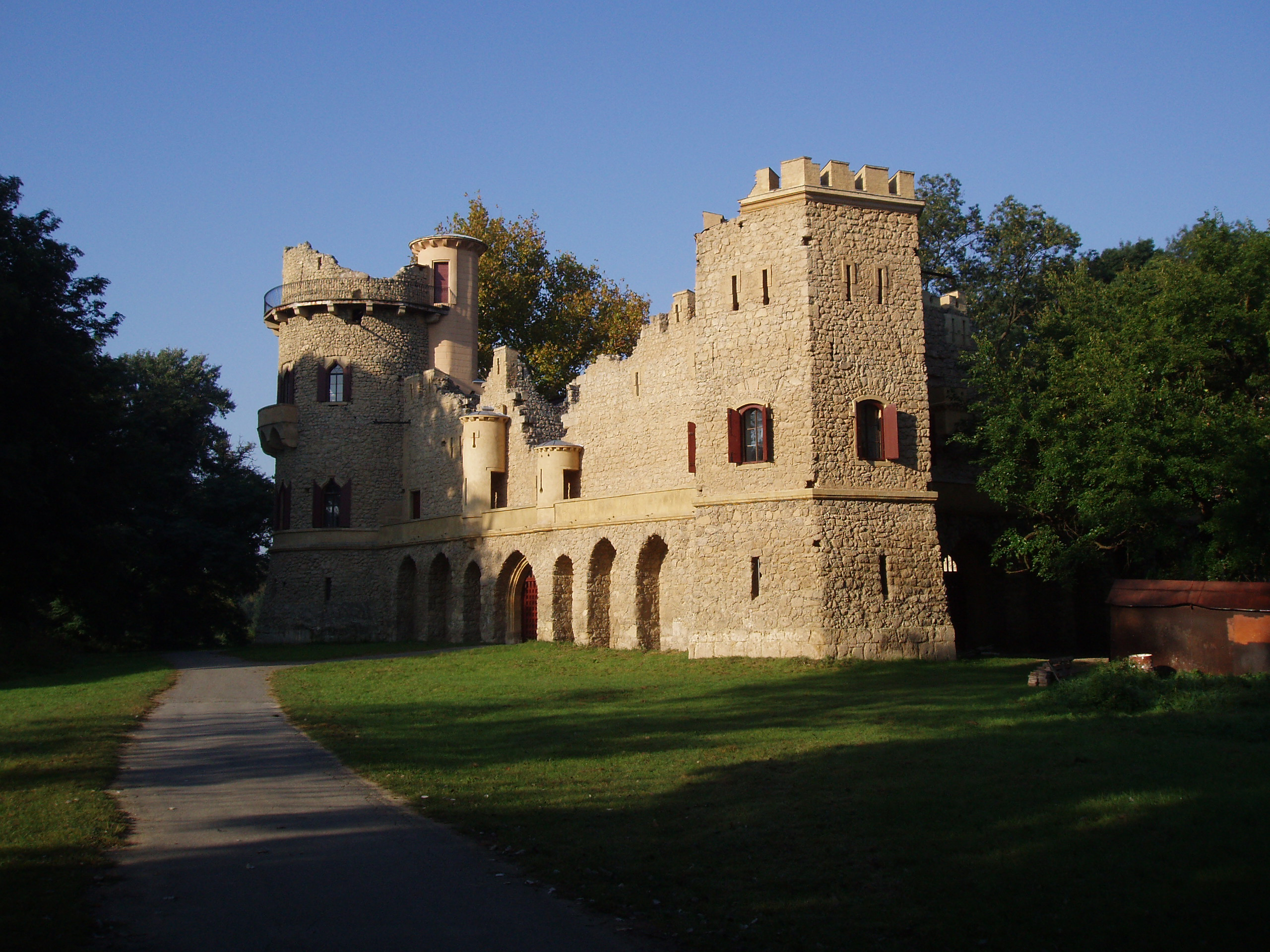
Burg Hansenburg im Schlosspark von Eisgrub/Lednice
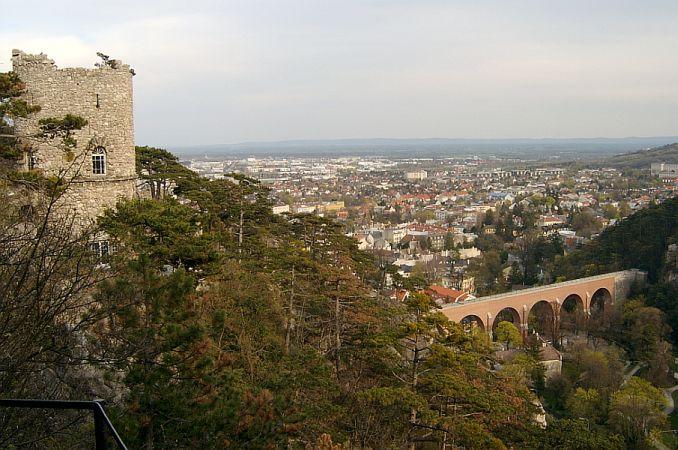
Schwarzer Turm in Mödling
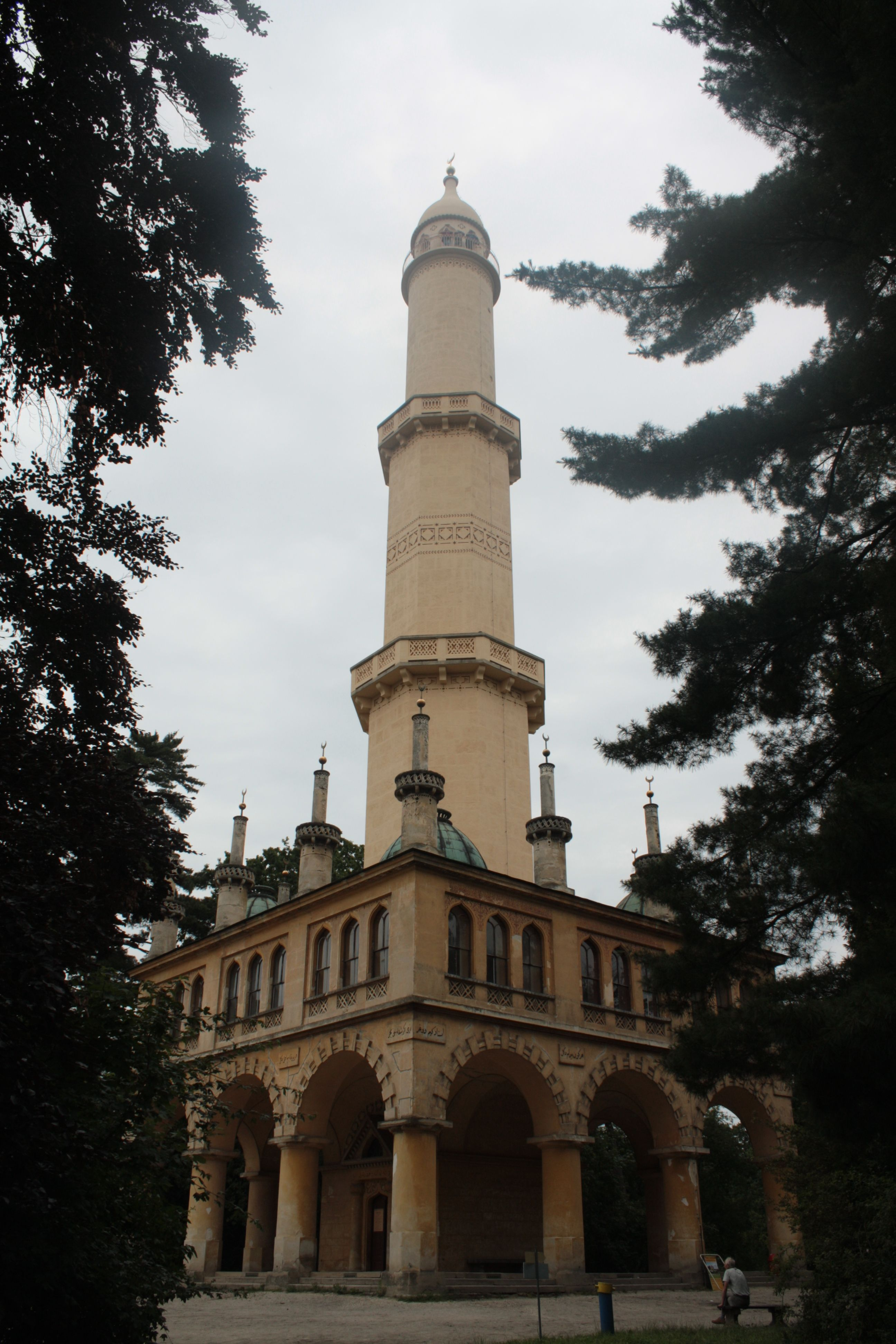
Minarett im Schlosspark von Eisgrub/Lednice